# In the Mood for Love
 (mars 2019).
Pour plus de détails, voir Fiche technique et Distribution.
In the Mood for Love (花樣年華,  Huāyàng niánhuá), ou Les Silences du désir au Québec, est un film romantique franco-hongkongais réalisé par Wong Kar-wai et sorti en 2000. En mandarin, le titre est en fait celui d'une chanson sentimentale intitulée Nos années (pareilles à des) fleurs qui sera diffusée à la radio et constituera un tournant dans le film.

## Synopsis
Hong Kong, colonie britannique, 1962. M. Chow, journaliste, et Mme Chan, secrétaire dans une société de livraisons, louent des appartements voisins. Leurs conjoints respectifs travaillent beaucoup et les laissent souvent seuls. De plus, la présence chaleureuse mais étouffante de la propriétaire de Mme Chan, Mme Suen, et de leurs voisins bruyants et amateurs de mah-jong, les force à souvent rester seuls chez eux. M. Chow et Mme Chan, au début simplement courtois l'un envers l'autre, commencent à tisser des liens plus forts quand ils se rendent compte à travers deux indices discrets mais sans appel que leurs deux conjoints ont entre eux une liaison amoureuse.
M. Chow, qui cherche un dérivatif à sa peine, reprend un ancien projet de rédaction de roman de chevalerie et invite Mme Chan à participer à son écriture. Le projet avance au point que le roman est publié dans la presse avec succès, mais en dépit de leurs précautions,  le temps qu'ils passent ensemble attise la curiosité de leurs voisins : M. Chow loue alors une chambre d'hôtel, afin qu'ils puissent travailler tranquillement. L'énigme que représente à leurs yeux la liaison de leurs conjoint les rapproche au point qu'ils tombent à leur tour amoureux, tout en s'efforçant de résister à la tentation de « se comporter comme eux ». Quand M. Chow choisit de saisir une opportunité de s'installer à Singapour , « pour changer d'air et fuir les commérages - même s'ils sont dépourvus  de fondements - », il avoue à Mme Chan son amour et l'impossibilité de la côtoyer quand son mari sera de retour. À sa demande, ils organisent une émouvante répétition pour se préparer à leurs adieux. N'y tenant plus, elle s'effondre en pleurs et décide de passer une nuit avec lui. Mais peu de temps après (le lendemain ?) la radio diffuse, parmi les messages d'auditeurs, un vœu d'anniversaire de son époux accompagné d'une chanson sentimentale intitulée Les années fleurs. Quand au téléphone M. Chow lui demandera « S'il y avait un second billet pour Singapour, partiriez-vous  avec moi ? », il apparaît qu'elle refuse car désormais, on ne les verra plus jamais ensemble. Mais ils vont passer un long moment à se rechercher mutuellement sans parvenir à oser se rejoindre.
Un an plus tard, M. Chow  travaille pour une rédaction singapourienne. Quelqu'un appelle à son hôtel en son absence mais ne laisse aucun message et il constate que sa chambre d'hôtel a été visitée en dépit des dénégations du concierge. Dans son cendrier, il trouve une cigarette marquée de rouge à lèvres : il réalise que Mme Chan lui a rendu visite. Et nous voyons celle-ci errer dans sa chambre en son absence, y fumer une cigarette, chausser ses mules. Un peu plus tard encore, elle l'appelle à son journal, mais ne peut se résoudre à parler lorsqu'il décroche. Lors d'un dîner avec son meilleur ami (aussi terre-à-terre qu'il est romantique), M. Chow raconte qu'autrefois, selon la légende, lorsque quelqu'un avait un secret à préserver, il gravissait une montagne, faisait un trou dans un arbre, y murmurait son secret et le recouvrait de terre pour le sceller à jamais.
Trois ans plus tard, Mme Chan rend visite à Mme Suen, qui s'apprête à rejoindre sa fille aux États-Unis car les temps changent, il y a des troubles et toutes leurs connaissances sont parties. Mme Suen va peut-être s'installer définitivement aux USA mais répugne à vendre son appartement et préfèrerait le mettre en location. Mme Chan envisage la possibilité de le louer. Toutes deux - surtout Mme Chan - regrettent les merveilleux moments d'avant. Quelque temps plus tard, c'est M. Chow qui rend visite à ses anciens propriétaires, mais ils ont vendu et ont émigré aux Philippines. Demandant au nouveau propriétaire des nouvelles de Mme Suen, il apprend qu'elle est partie et qu'une jeune femme et son fils se sont installés à sa place. M. Chow, quittant le lieu, hésite à frapper à la porte, mais choisit de s'en aller sans savoir (sans être sûr ?) que c'est Mme Chan avec son très jeune enfant (vers les quatre ans) qui y habitent.
On retrouve M. Chow à Siem Reap, au Cambodge, lors de la visite du Général De Gaulle. Il se rend au temple d'Angkor Vat. Au milieu des ruines colossales, il murmure longuement dans une petite cavité d'une paroi moussue et scelle son secret d'un bouchon d'herbes avant de partir.

### Intertitre de fermeture
L'intertitre suivant conclut le film : 
那些消逝了的歲月，彷彿隔著一塊積著灰塵的玻璃，看得到，抓不著。他一直在懷念過去的一切。如果他能衝破那塊積著灰塵的玻璃，他會走回早已消逝的歲月。 (Tel qu'apparaissant à l'écran)
那些消逝了的岁月，仿佛隔着一块积着灰尘的玻璃，看得到，抓不着。他一直在怀念过去的一切。如果他能冲破那块积着灰尘的玻璃，他会走回早已消逝的岁月。 (En chinois simplifié)
Il peut se traduire par : « Il se souvient de ces années révolues. Il ne cesse d'y penser. Comme s'il regardait à travers une vitre poussiéreuse, il peut voir le passé, mais ne peut le toucher. S'il parvenait à la briser, il courrait retrouver ces jours anciens.»

## Fiche technique
- Titre français : In the Mood for Love
- Titre québécois : Les Silences du désir
- Titre original : Fa yeung nin wa (caractères traditionnels : 花樣年華 ; simplifiés : 花样年华 ; pinyin : Huāyàng niánhuá ; cantonais : fa1 yeung6 nin4 wa4)
- Réalisation : Wong Kar-wai
- Scénario : Wong Kar-wai, d'après Duidao (Tête-bêche, 1972), de Liu Yichang
- Musique : Shigeru Umebayashi et Michael Galasso
- Décors : William Chang (en)
- Costumes : William Chang (en)
- Photographie : Christopher Doyle et Mark Lee Ping-bin
- Montage : William Chang (en)
- Production : Wong Kar-wai
- Sociétés de production : Block 2 Pictures (HK) ; Paradis Films (Paris)
- Société de distribution : Océan Films
- Pays de production :  Hong Kong -  France
- Format : couleurs - 1,66:1 - Dolby Surround - 35 mm
- Genre : drame romantique
- Durée : 98 minutes
- Dates de sortie :
  - France : 20 mai 2000 (Festival de Cannes), 8 novembre 2000 (sortie nationale), 21 juillet 2021 (reprise en version restaurée 4K)
  - Canada : 12 septembre 2000  (Festival de Toronto), 8 novembre 2000 (sortie nationale)
  - Hong Kong : 29 septembre 2000
  - Belgique :8 novembre 2000

## Distribution
- Maggie Cheung (VF : Catherine Hamilty) : Mme Chan
- Tony Leung Chiu-wai (VF : Franck Capillery) : M. Chow
- Siu Ping-lam (ja) (VF : Pierre Tessier) : Ah Ping
- Rebecca Pan (VF : Marie-Martine) : Mme Suen
- Kelly Lai Chen : M. Ho
- Roy Cheung (VF : Samuel Labarthe) : M. Chan (voix)
- Paulyn Sun (en) (VF : Françoise Cadol) : Mme Chow (voix)
- Wong Man-lei (en) : M. Koo
- Chin Tsi-ang : Amah

## Production
À l'origine, le film devait raconter trois histoires centrées sur la nourriture et son impact sur les relations amoureuses. La première, qui prendra des proportions telles qu'elle éclipsera les deux autres et deviendra In the Mood for Love, était consacrée à la révolution sociale introduite par l'autocuiseur (l'appareil revient d'ailleurs plusieurs fois dans le film), qui a libéré la femme asiatique ; la seconde concernait l'apparition des soupes de nouilles précuites, associées à une restriction de cette même liberté (on en trouve une trace a contrario dans In the Mood for Love : Mme Chan peut encore sortir de son appartement pour aller chercher à manger dans un restaurant de nouilles… où elle croise M. Chow) ; la troisième étudiait les conséquences du succès du fast-food, associé au développement du « fast-love »…[réf. nécessaire] Le réalisateur avait deux projets de scénarios, l'un où les deux personnages devenaient effectivement amants à la fin du film et l'autre, qui est la version visible, où rien n'est dit explicitement. Comme toutes les scènes de fin ont été tournées avant les scènes de début, les acteurs ne savaient pas en tournant celles-ci la conclusion qui serait retenue au montage. Ce point augmente donc l'ambiguïté de leurs attitudes et les rapproche du monde réel où personne ne connaît son destin avec certitude.
Bien que la caméra et le décor confinent M. Chow et Mme Chan dans l'espace inévitablement étroit des appartements et des bureaux de Hong Kong, la date de 1962 correspond aux émeutes fomentées dans la colonie par la Chine contre les autorités britanniques de tutelle. C'est un moment de crise pour le territoire, soumis à deux autorités extérieures et qui mettent en question son identité et son devenir.
Le maquillage et la coiffure de Maggie Cheung prenaient une moyenne de cinq heures de préparation par jour.
La dernière partie du film se passe à Angkor. Elle commence par un bref document en français montrant l'arrivée du général de Gaulle à Phnom Penh en septembre 1966 et sa réception par le Prince Norodom Sihanouk juste avant le discours de Phnom Penh.
Le titre du film en cantonais (Fa yeung nin wa) ne signifie pas In the Mood for Love (« D'humeur amoureuse »), mais bien « Le temps des fleurs », qui est le titre d'une chanson de Zhou Xuan (Chow Hsuan), célèbre chanteuse de Shanghai des années trente. Dans le film, la chanson est commandée à la radio par M. Chan pour l'anniversaire de son épouse. Initialement, le film devait s'intituler Beijing Summer, mais ce titre a été abandonné en cours de tournage. 2046, le numéro de la chambre dans laquelle s'isole M. Chow, est également le titre du film que Wong Kar-Wai a sorti en 2004.

## Musique
Sauf indication contraire, les informations mentionnées dans cette section peuvent être confirmées par le générique de fin de l'œuvre audiovisuelle présentée ici, ainsi que par la base de données cinématographiques IMDb,  présente dans la section « Liens externes ».
- Yumeji's Theme de Shigeru Umebayashi (repris de la bande-son du film Yumeji (en) de Seijun Suzuki)
- Angkor Wat Theme de Michael Galasso
- Te Quiero, Dijiste de Nat King Cole
- Aquellos ojos verdes (es) de Nat King Cole
- Quizás, quizás, quizás de Nat King Cole
- Hua Yang De Nian Hua de Zhou Xuan
- Bengawan Solo de Rebecca Pan

La chanson I'm in the Mood for Love que l'on entend dans les bandes annonces n'est pas utilisée dans le film. Il s'agit de la version interprétée par Bryan Ferry sur son album As Time Goes By en 1999.

## Distinctions
- Prix d'interprétation masculine au festival de Cannes 2000 pour Tony Leung Chiu-wai, ainsi que le Prix de la Commission Supérieure Technique
- Prix de la meilleure actrice (Maggie Cheung) et de la meilleure photographie (Christopher Doyle), lors des Golden Horses Awards 2000
- Nominations pour le meilleur film, réalisateur, second rôle féminin (Rebecca Poon), scénario, acteur débutant (Ping-Lam Siu), photographie (Christopher Doyle), musique, lors des Hong Kong Awards 2000
- Prix du meilleur acteur (Tony Leung Chiu-wai), actrice (Maggie Cheung), direction artistique, costumes, montage (William Chang), lors des Hong Kong Awards 2000
- Grand Prix de l'Union de la critique de cinéma en 2001
- César du meilleur film étranger en 2001
- British Independent Film Award du meilleur film étranger

En août 2016, la BBC publie une liste des « 100 meilleurs films du siècle » (depuis 2000), réalisée suivant les réponses de 177 critiques de cinéma du monde entier. In the Mood for Love obtient la deuxième place derrière Mulholland Drive de David Lynch (2001) et devant There Will Be Blood de Paul Thomas Anderson (2007).